# Parafia Podwyższenia Krzyża Świętego w Mińsku
Parafia Podwyższenia Krzyża Świętego w Mińsku – rzymskokatolicka parafia znajdująca się w archidiecezji mińsko-mohylewskiej, w dekanacie Mińsk-Zachód, na Białorusi.
Kościół parafialny pw. Podwyższenia Krzyża Świętego w Mińsku znajduje się na terenie Cmentarza Kalwaryjskiego.
W latach 1904–1905 proboszczem parafii był ks. Zygmunt Łoziński, późniejszy biskup miński i piński.

## Proboszczowie parafii
| imię i nazwisko                      | daty urzędowania |
| ------------------------------------ | ---------------- |
| Ks. Zygmunt Łoziński                 | 1904–1905        |
| Ks. Albert Masalski                  |                  |
| Ks. Andrzej Borodzicz                | –2012            |
| Ks. Andrzej Sipowicz (administrator) | 2012–            |